# 예메니아의 운항 노선
예메니아 항공은 다음과 같은 노선을 운항하고 있다.(2012년 11월 기준)

## 운항 노선

### 아시아

#### 동남아시아
- 말레이시아
  - 쿠알라룸푸르 - 쿠알라룸푸르 국제공항
- 인도네시아
  - 자카르타 - 수카르노 하타 국제공항

#### 남아시아
- 인도
  - 뭄바이 - 차트라파티 시바지 국제공항

#### 서남아시아
- 사우디아라비아
  - 리야드 - 킹 칼리드 국제공항
  - 제다 - 킹 압둘아지즈 국제공항
- 아랍에미리트
  - 아부다비 - 아부다비 국제공항
  - 두바이 - 두바이 국제공항
- 예멘
  - 사나 - 사나 국제공항 허브
  - 아덴 - 아덴 국제공항 포커스 시티
  - 알후다이다 - 알후다이다 국제공항
  - 타이즈 - 타이즈 국제공항
  - 알게이다 - 알게이다 공항
  - 알무칼라 - 리얀 공항
  - 사윤 - 사윤 공항
  - 하디보 - 소코트라 공항
- 요르단
  - 암만 - 퀸 알리아 국제공항
- 카타르
  - 도하 - 뉴도하 국제공항
- 쿠웨이트
  - 쿠웨이트 시티 - 쿠웨이트 국제공항

### 아프리카

#### 동아프리카
- 수단
  - 하르툼 - 하르툼 국제공항
- 에리트레아
  - 아스마라 - 아스마라 국제공항
- 에티오피아
  - 아디스아바바 - 볼레 국제공항
- 지부티
  - 지부티 - 암보울 공항
- 케냐
  - 나이로비 - 조모 케냐타 국제공항

#### 북아프리카
- 이집트
  - 카이로 - 카이로 국제공항

### 유럽
- 프랑스
  - 파리 - 파리 샤를 드 골 국제공항

## 과거 취항지

### 아시아

#### 동아시아
- 중화인민공화국
  - 광저우 - 광저우 바이윈 국제공항

#### 남아시아
- 방글라데시
  - 다카 - 샤잘랄 국제공항

#### 서남아시아
- 레바논
  - 베이루트 - 베이루트 국제공항
- 바레인
  - 마나마 - 바레인 국제공항
- 시리아
  - 다마스쿠스 - 다마스쿠스 국제공항
- 아랍에미리트
  - 샤르자 - 샤르자 국제공항
- 파키스탄
  - 카라치 - 진나 국제공항

### 아프리카

#### 남아프리카
- 남아프리카 공화국
  - 요하네스버그 - OR 탐보 국제공항

#### 동아프리카
- 코모로
  - 모로니 - 모로니 국제공항

### 유럽

#### 서유럽
- 영국
  - 런던 - 런던 히드로 국제공항
- 프랑스
  - 마르세유 - 마르세유 프로방스 공항
- 독일
  - 프랑크푸르트 - 프랑크푸르트 국제공항

#### 동유럽
- 러시아
  - 모스크바 - 셰레메티예보 국제공항

#### 남유럽
- 스페인
  - 마드리드 - 마드리드 바하라스 국제공항
- 이탈리아
  - 로마 - 레오나르도 다 빈치 국제공항
  - 밀라노 - 밀라노 말펜사 국제공항